# (58504) 1996 VZ3
1996 في زد 3 (ويعرف أيضًا باسم (58504) 1996 في زد 3 وفق تسمية الكوكب الصغير) (بالإنجليزية: 1996 VZ3)‏؛ هو كويكب ضمن حزام الكويكبات.
اكتُشف هذا الجُرم الفلكي بواسطة برنامج شميدت للكويكبات في بكين في 7 نوفمبر 1996، وترتيبه 58504 من حيث الاكتشاف.

## الوصف
اكتُشف 585041996VZ في 7 نوفمبر 1996 في محطة شينغلونغ، الواقع في جبال يان، مقاطعة خبي في الصين، بواسطة برنامج شميدت للكويكبات في بكين. وقد رصد المشروع 1,254 مشاهدة للكويكب إلى غاية 8 يوليو 2021 بتوقيت منطقة المحيط الهادئ، أي في مدة قدرها 8,979 يومًا (24.6 عام). تستغرق الفترة المدارية للكويكب 1,670 يومًا (4.6 عام).

## الخصائص المدارية
يتميز مدار هذا الكويكب بنصف محور رئيسي يبلغ 2.76 وحدة فلكية، وحضيض قدره 2.55 وحدة فلكية، وانحراف قدره 0.0772 وزاوية ميلان 15.6 درجة بالنسبة لمسار الشمس. بسبب هذه الخصائص، أي نصف المحور الرئيسي بين 2 و3.2 وحدة فلكية وحضيض أكبر من 1,666 وحدة فلكية، يُصنف هذا الجُرم الفلكي وفقًا لقاعدة بيانات مختبر الدفع النفاث لأجرام النظام الشمسي الصغيرة كائنًا من حزام الكويكبات الرئيسي.

## وصلات خارجية
- (58504) 1996 VZ3 في قاعدة بيانات مختبر الدفع النفاث لأجرام النظام الشمسي الصغيرة

- الاكتشاف · مخطط المدار ·  العناصر المدارية · المعلمات المادية

- (58504) 1996 VZ3 على موقع ويكي سكاي: DSS2, SDSS, GALEX, IRAS, Hydrogen α, X-Ray, Astrophoto, Sky Map, Articles and images